# 162 TCN
Năm 162 TCN là một năm trong lịch Julius. 